# غريغ غريفين
غريغ غريفين (6 سبتمبر 1952 في الولايات المتحدة - ) (بالإنجليزية: Greg Griffin)‏ هو لاعب كرة سلة أمريكي في مركز هجوم صغير الجسم. لعب مع فينيكس صنز. اختار فريق صنز اللاعب جريفين من جامعة ولاية أيداهو خلال الجولة الرابعة (الاختيار رقم 71 بشكل عام) من مسودة الدوري الأمريكي للمحترفين لعام 1977.

## وصلات خارجية
- غريغ غريفين على موقع إن بي أي (الإنجليزية)
- غريغ غريفين على موقع سبورتس رفرنس (الإنجليزية)
- غريغ غريفين على موقع كلية كرة السلة في سبورتس رفرنس.كوم (الإنجليزية)
- غريغ غريفين على موقع ريلجم (الإنجليزية)
- غريغ غريفين على موقع بروبوليرز (الإنجليزية)